# 克泰莱什·伊丽莎白
克泰莱什·伊丽莎白（匈牙利語：Köteles Erzsébet，1924年11月3日—2019年6月16日），匈牙利体操运动员。她曾代表匈牙利参加1948年、1952年和1956年夏季奥运会的女子体操比赛。

## 生平
2019年6月16日，伊丽莎白在布达佩斯去世，享年94岁。